# Межевое городское поселение
Межево́е городско́е поселе́ние — упразднённое муниципальное образование в Саткинском районе Челябинской области Российской Федерации. Упразднено в 2023 году.
Административный центр — рабочий посёлок Межевой.

## История
В 1974 году образован Межевой поселковый Совет, куда вошли территории Сулеинского поселкового Совета, кроме пос. Сулея.
Статус и границы городского поселения установлены Законом Челябинской области от 17 ноября 2004 года № 313-ЗО «О статусе и границах Саткинского муниципального района, городских и сельских поселений в его составе»
Упразднён Постановлением Губернатора Челябинской области от 21.12.2023 № 326.

## Население
| 2009  | 2010  | 2011  | 2012  | 2013  | 2014  | 2015  |
| ----- | ----- | ----- | ----- | ----- | ----- | ----- |
| 5557  | ↗5649 | ↘5630 | ↗5704 | ↘5620 | ↘5544 | ↘5458 |
| 2016  | 2017  | 2018  | 2019  | 2020  | 2021  | 2023  |
| ↘5288 | ↘5185 | ↘5121 | ↘5048 | ↘4923 | ↗5128 | ↘5053 |

## Состав
| № | Населённый пункт | Тип населённого пункта                  | Население |
| - | ---------------- | --------------------------------------- | --------- |
| 1 | Межевой          | рабочий посёлок, административный центр | ↘5053     |